# Wenhaston with Mells Hamlet
Wenhaston with Mells Hamlet – civil parish w Anglii, w Suffolk, w dystrykcie East Suffolk. W 2011 civil parish liczyła 801 mieszkańców.